# Sony
|  | Per a altres significats, vegeu «Sony (desambiguació)». |

Sony Corporation o Sony (TYO 6758)(NYSE SNE) és una de les companyies electròniques més importants del món. És actualment una corporació de caràcter mundial originària del Japó i un dels fabricants més importants a nivell mundial en electrònica de consum: àudio i vídeo, computació, fotografia, videojocs, telefonia mòbil i productes professionals.

## Història
El setembre de 1946 Masaru Idbuka va tornar a Tòquio, que havia quedat destrossada pels bombardejos aliats durant la Segona Guerra Mundial. El tercer pis dels Grans Magatzems Shirokiya, es va convertir en el nou taller d'Ibuka i el seu grup. L'exterior de l'edifici, presentava esquerdes per tot arreu.
L'octubre Ibuka i el seu grup van establir una instal·lació anomenada Tòquio Tsushin Kenkyujo (Totsuken) o Institut de Telecomunicacions de Tòquio. Malgrat l'entusiasme, ningú sabia al principi què fer. La majoria dels salaris es pagaven recorrent als limitats estalvis d'Ibuka.
La fàbrica reparava ràdios i feia convertidors d'ona curta o adaptadors que podien convertir fàcilment les ràdios d'ona mitjana en superheterodins o receptors d'ones de qualsevol longitud, la demanda de la qual creixia ràpidament.
Els adaptadors d'ona curta van atreure l'atenció i l'Asahi Shimbun va publicar un article referent a això. Quan la guerra arribava a la seva fi, Akio Morita havia decidit tornar a Kosugaya, a la Prefectura d'Aichi. Un dia va llegir la columna que esmentava a Ibuka i immediatament va escriure al seu amic, qui li va contestar i va insistir a venir a Tòquio.
Ibuka i Morita, es van conèixer durant les reunions del Comitè d'Investigacions en Període Bèl·lic. Els dos es van convertir en amics íntims encara que Ibuka duia al seu company més de dotze anys.
A més del treball remunerat, les reparacions de ràdios van aportar una recompensa addicional, car més enllà de les comissions de servei rebien sovint arròs a les cases que visitaven per a donar manteniment.
La fàbrica d'Ibuka va treballar en una olla elèctrica per a coure arròs (un producte primitiu). Era rar obtenir un arròs saborós. Va ser un primer fracàs per a Ibuka i el seu grup.
L'arròs provenia de Shozaburo Tachikawa, un parent llunyà d'Ibuka que operava en el mercat negre. De nen, Ibuka solia visitar a la família Tachikawa a Hakodate (Hokkaido). Tachikawa se sentia reunit a Ibuka i l'admirava. Al graduar-se de la universitat, Tachikawa havia administrat amb habilitat els assumptes generals de la Companyia d'Instruments de Mesurament del Japó (Nissoku). A Totsuken, ell es va ocupar de les finances, del personal i d'assumptes generals. Una de les seves primeres tasques va ser comprar arròs en el mercat negre.
La companyia va començar a proveir el seu voltímetre de tubs al buit en el qual Yasuda va treballar des de l'època de Nissokua, a les oficines del govern, amb el qual el negoci d'Ibuka va iniciar la plena marxa fins al 1945.

### L'establiment de Totsuko
El 7 de maig de 1946, més de vint executius i part del personal varen assistir a la cerimònia inaugural de Tokyo Tsushin Kogyo o Totsuko (Corporació d'Enginyeria de Telecomunicacions de Tòquio). El sogre d'Ibuka, Tamon Maeda, va ser nomenat president. Maeda havia estat fins llavors el ministre d'educació en els gabinets de postguerra de Higashikuni i Shidehara.
En el discurs inaugural Ibuka va declarar: "Hem d'evitar els problemes que afligeixen a les grans corporacions en el procés de crear i introduir tecnologies. La reconstrucció del Japó depèn del desenvolupament de tecnologies dinàmiques".
La divisa fundacional
La companyia, que va capitalitzar ¥ 190.000, no tenia maquinària i només disposava d'algun equip d'I+D. Tot i així amb el nou impuls varen començar a obrir nous mercats. El president Maeda va subratllar: "Avui s'ha iniciat la nostra petita companyia. Alimentada per les seves tecnologies superiors i pel seu esperit d'unitat, la companyia creixerà. I a mesura que ho faci aportarem una contribució real a la societat". Així va néixer Tokyo Tsushin Kogyo Kabushiki Kaisha.

### El naixement de la paraula "Sony"
El 1958, la companyia decideix començar a utilitzar la marca SONY en els productes Totsuko i, tres anys més tard, canvia el nom de l'empresa pel de Sony Corporation.
L'origen del nom Sony és fruit de la combinació de diversos conceptes:
un és el vocable llatí sonus, que és la base etimològica de "so".
Un altre és sonny boy, una expressió popular que s'utilitzava al Japó en aquells anys per descriure a una persona d'esperit lliure i avantguardista. El nou nom evocava a la perfecció de l'esperit de la companyia: el d'uns joves plens d'energia i passió per la creació sense límits.
També està relacionat amb la paraula anglesa sunny (‘assolellat’).

### Primers contractes
El 8 de maig, Ibuka va visitar el Ministeri de Comunicacions i va rebre una comanda de cinquanta voltímetres de tubs al buit. El problema era que trobar-los en el mercat negre representava fer viatges a Akihabara, a Tòquio, o Yokohama o fins i tot a la Prefectura d'Ibaraki.
Totsuko es veia obligat a fabricar el seu propi equip. Començant amb els cautins, feien tornavisos utilitzant ressorts de motocicletes. Construïen les seves pròpies bobines elèctriques i usaven cablejat elèctric en els cables telefònics en els seus productes de prova. La major preocupació de totes, era financera. El producte de major venda que Totsuko podia oferir, va ser un coixí electrocalentat. No era un dispositiu molt segur perquè mancava de termostat i no utilitzava material pirorretardant. Atès que no estaven disposats a entelar el nom de Totsuko, el producte es venia amb el nom fictici "Ginza Nessuru Shokai" (Companyia Ginza de Calefacció). El coixí es venia com a "pa calent", ja que llavors escassejava gairebé tot. La companyia pagava a les famílies dels empleats per cosir forros, adornar cordons amb calats i completar altres tasques encarregades.
Kazuo Iwama era un físic associat a l'Institut d'Investigacions de Terratrèmols de la Universitat de Tòquio abans d'unir-se a Totsuko. Iwama i Morita havien estat bons amics en el districte Shirakabe de Nagoya, i estava casat amb la germana menor de Morita. L'1 de juny, Iwama es va unir a la companyia.

### Trasllat a Gotenyama
Després de traslladar-se a l'Edifici Tokuya a Ginza, l'NHK va sol·licitar a Totsuko que convertís l'equip sense fil d'ús militar en receptors de repetidora per a difusió.
Ja que el Japó mancava de materials i subministraments, Shima va pensar a utilitzar l'equip de reserva de comunicacions de l'exèrcit, de la Prefectura de Yamanashi, que incloïa molts receptors sense fil terra-aire d'ona curta i mitja, amb bobines reemplaçables. Gairebé totes les companyies japoneses de telecomunicacions treballaven exclusivament en la restauració de telèfons amb el Ministeri de Comunicacions. Aquesta va ser la primera connexió de Totsuko amb NHK.
Per a unificar les instal·lacions es van traslladar a Gotenyama, a Shinagawa.

### Èxits comercials
El 1955 Sony va desenvolupar la primera ràdio de transistors del món, el que li va valer l'acceptació en el mercat dels Estats Units. Això va ser seguit per altres productes com el televisor Trinitron de colors (1968).
El Betamax aparegut a mitjans dels 70, va ser un concepte d'Ibuka, que es va convertir en un èxit, però que a poc a poc va perdre el seu domini del mercat a les mans del format VHS, liderat per JVC. Aquesta situació es va produir davant la negativa de Sony de compartir l'ús del seu format amb altres companyies. Per aquesta raó, la majoria de fabricants van adoptar el format VHS.
Altres grans èxits de Sony són: l'estèreo personal Walkman (1979), l'audilector de CD (1982), la Betacam per a usos de transmissió professional (1982), el Micro Floppy (1983), la càmera de vídeo Handycam (1985), el MiniDisc (1993), la PlayStation (1994), la videolectora DVD (1997) i el Memory Stick (1998).

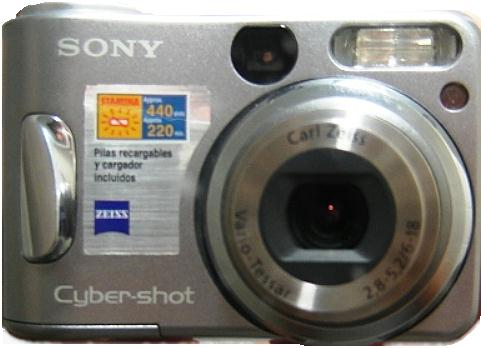
Exemple de Càmera Digital Sony.

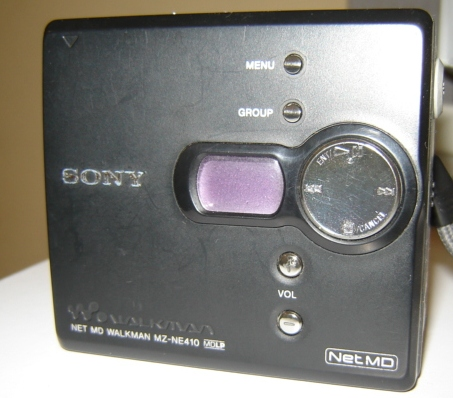
Exemple de mini-disc SONY.

### Adquisicions a Amèrica
El gener de 1988 Sony va adquirir CBS Records. per a donar origen a Sony Music Entertainment i, en el 1989, Sony va comprar Columbia Pictures i va crear Sony Pictures.

### El cas rootkit
Des de l'any 2004, Sony, que també tenia interessos en la indústria discogràfica, va començar a incorporar sistemes de protecció anticòpia basats en un rootkit als seus CDs musicals. Aquesta rootkit era capaç d'instal·lar-se en els nuclis dels sistemes Windows 2000 o XP. Al mes posterior que la notícia va sortir a la llum (Octubre de l'any 2005) ja va haver fortes demandes contra la companyia, així com peticions a escala mundial per a boicotejar-la. Aquesta rootkit no només va despertar la ira dels detractors de l'espionatge amb fins comercials, sinó també el dels promotors del programari lliure, ja que es va descobrir que el rootkit (de codi tancat) utilitzava codi alliberat sota llicències LGPL i GPL, transgredint aquestes llicències.

### Era Ken Kutaragi
Ken Kutaragi (1950), creador del negoci de la consola PlayStation, va ascendir al centre del negoci d'electrònica de Sony, que representava gairebé el 70% dels ingressos de l'empresa en 2004. Cada vegada més artefactes depenien dels seus semiconductors o programari, afavorint a les companyies de la indústria informàtica. Les companyies amb control de tecnologies clau, com en el cas d'Intel, prosperaven, contràriament a les quals es dediquen a ensamblar components bàsics. Per això, Kutaragi estava decidit a construir la nova generació d'aparells de Sony entorn de xips fets internament i un programari que uns altres no poguessin copiar fàcilment i vadesenvolupar un microprocessador ultraràpid, anomenat Cell, que serví de base per a la nova PlayStation 3.

### La crisi del 2008 i 2009
Sony va tenir la seva primera pèrdua ―1.000 milions― l'any fiscal 2008-2009 que acaba al març i preveu que les pèrdues augmentaran, amb la qual cosa el fabricant reduirà els seus costos i tancarà més fàbriques.
Sony va decidir deixar de fabricar computadores venent la seva divisió VAIO. També abandona les unitats òptiques per a PC, encara que continuant amb la manufactura de discos i lectors CD, DVD i Blu-Ray. Així mateix ha decidit convertir a la seva divisió de televisió en una companyia independent per evitar pèrdues majors. Un altre canvi important va ser la venda del desenvolupador de videojocs Square Enix. A més el 2014 ha format aliances amb el conglomerat xinès Shangai Oriental Pearl Group per fabricar consoles i videojocs sota la plataforma de PlayStation 4.

### Playstation 4
La PlayStation 4 és la quarta consola del model PlayStation de Sony Computer Entertainment. És de les videoconsoles de vuitena generació. Va ser anunciada oficialment el 20 de febrer de 2013 a l'esdeveniment PlayStation Meeting 2013, encara que el disseny de la consola no va ser presentat fins al 10 de juny en l'E³ 2013. Va ser la successora de la PlayStation 3 i va competir en aquesta generació amb la Xbox One de Microsoft i amb la Wii U de Nintendo. El seu llançament va ser el 15 de novembre de 2013 als Estats Units, a Europa el 29 de novembre de 2013, mentre que al Japó va ser el 22 de febrer de 2014.

### Els 2020
PlayStation 5 és el nom que rep la darrera consola creada per l'empresa japonesa Sony, llançada al mercat en el mes de novembre de 2020. Aquesta consola es la successora de la PlayStation 4. Amb aquesta consola l'empresa japonesa intentarà competir amb la Xbox Series X de la seva competidora, Microsoft. La producció d'aquesta videoconsola va estar en mans d'en Mark Cerny i Jim Ryan, els quals corresponen a l'arquitecte del sistema i el CEO de Sony Interactive Entertainment, respectivament.
El 19 de maig de 2020, la companyia va anunciar que canviaria el nom de Sony Group Corporation a partir de l'1 d'abril de 2021. Posteriorment, Sony Electronics Corporation passaria a anomenar-se Sony Corporation. El mateix dia, la companyia va anunciar que convertiria Sony Financial Holdings, de la qual Sony ja posseeix el 65,06% de les accions, en una filial de propietat total mitjançant una oferta pública d'adquisició. L'1 d'abril de 2021, Sony Corporation va passar a anomenar-se Sony Group Corporation. El mateix dia, Sony Mobile Communications Inc. va absorbir Sony Electronics Corporation, Sony Imaging Products & Solutions Inc. i Sony Home Entertainment & Sound Products Inc. i va canviar el seu nom comercial a Sony Corporation.

## Èxits comercials

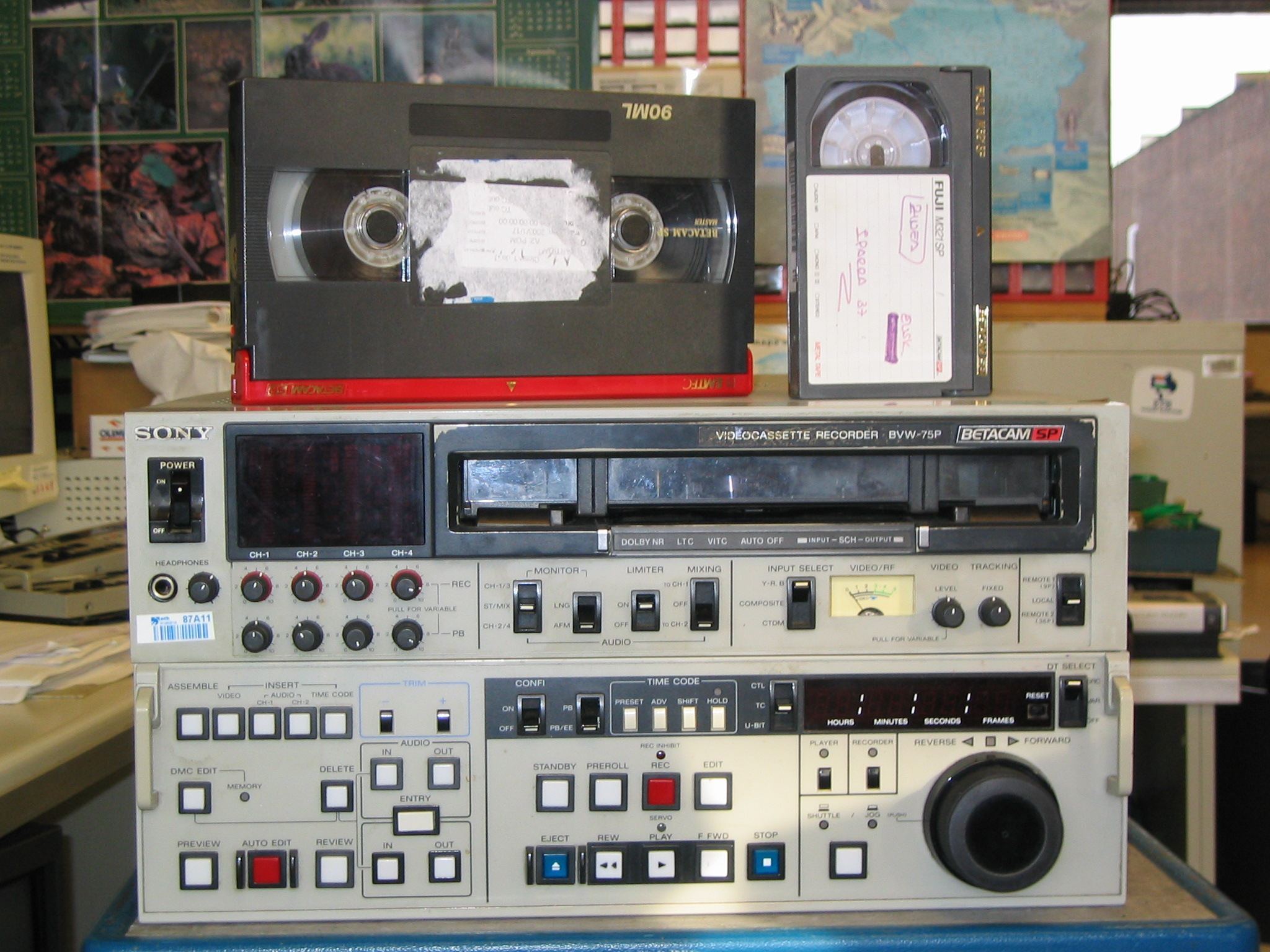
Magnetoscopi VBVW-75P de Sony. Format Betacam SP.

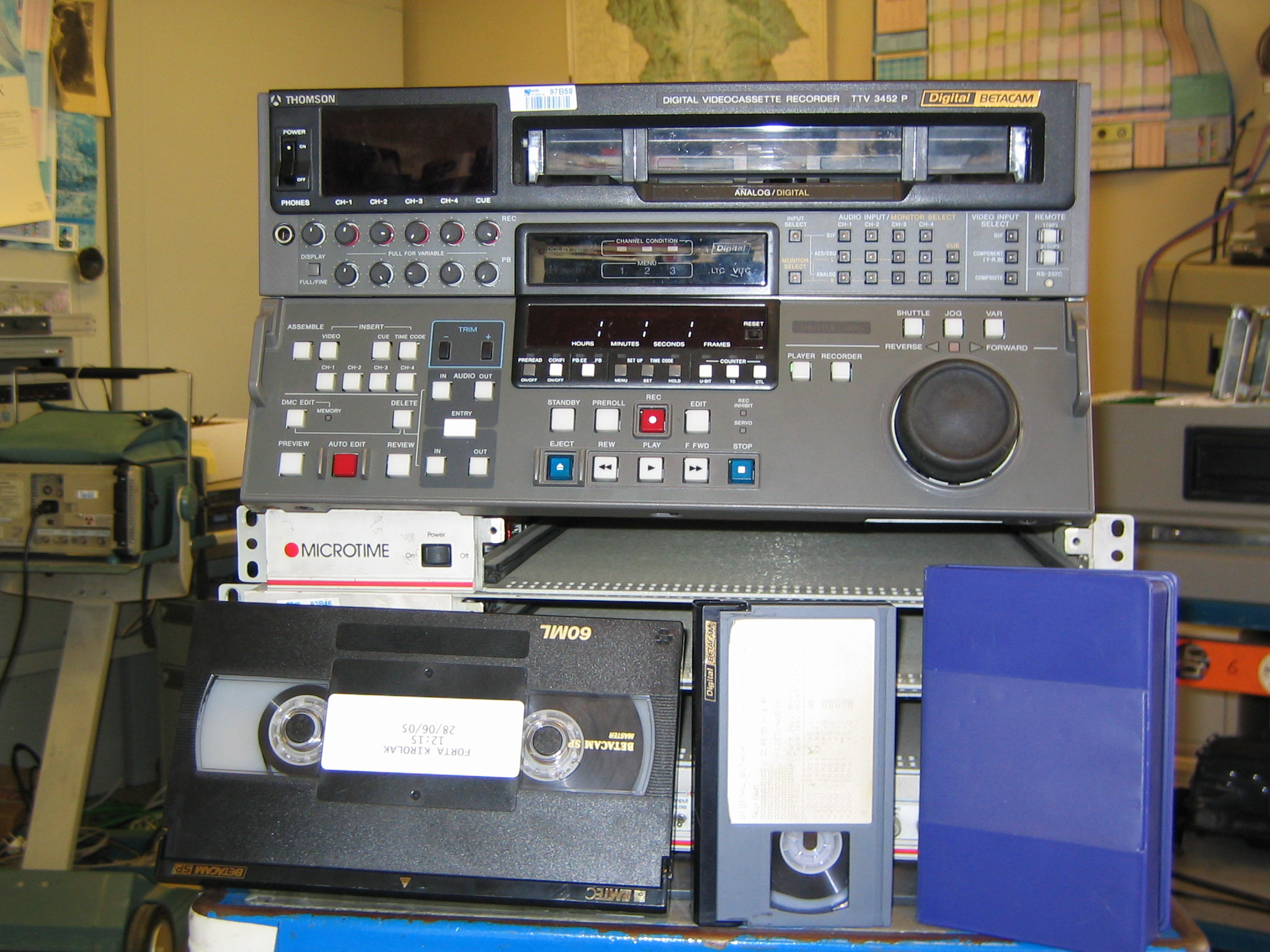
Magnetoscopi TTV 3452-P de Sony. Format Betacam digital.

Les aportacions de Sony al món de l'electrònica han estat rellevants. El 1950 es presentava la primera gravadora de so al Japó, quatre anys més tard fabrica el primer transistor japonès i a l'any següent, el 1955 desenvolupa la primera ràdio de transistors del món, la TR-55, que presenta al Japó. Dos anys després presenta la TR-63 i la TR-62 a nivell mundial. Amb elles s'introdueix al mercat dels Estats Units.
Morita va comprar la tecnologia d'estat sòlid ―que va servir a Sony per donar-se a conèixer al món amb la seva ràdio a transistors― als laboratoris Bell. Bell no havia utilitzat aquesta tecnologia d'estat sòlid perquè va estimar que els consumidors que utilitzaven la tecnologia anterior anaven a rebutjar qualsevol innovació.
El 1958 segueix innovant en la ràdio transistoritzada, presentant el receptor més petit del món i el primer receptor a transistors de dues bandes.
El 1960 va desenvolupar el 8-301, el primer receptor de televisió transistoritzat. Seguidament, el 1961, la primera gravadora de vídeo transistoritzada, la SV-201. A l'any següent aquests productes serien de menor grandària.
El 1965 es presenta la primera gravadora de vídeo domèstica, la CV-2000 i un micròfon de condensador transistoritzat.
El 1967 apareix el primer receptor de ràdio que incorpora circuits integrats i una gravadora de vídeo portàtil, la DV-2400.
El 1968 presenta el primer televisor en color Trinitron (marca i tecnologia que mantindrà fins a la desaparició dels monitors i receptors de TV de tub de rajos catòdics a principis del segle XXI). Al següent la NASA selecciona el casset TC-50 de Sony per equipar l'Apollo 10.
El 1969 Sony desenvolupa el magnetoscopi O-matic que està cridat a ser el format d'enregistrament de vídeo per ENG substituint als formats de polzada "C" i "B" d'Ampex i Bosch. Dos anys després presentaria l'O-matic en color.
El 1972 desenvolupa i presenta el primer projector de vídeo per a pantalles de gran format i el 1975 sorgeix el Betamax, amb el model SL-6300, va ser un concepte d'Ibuka, que es va convertir en un èxit, però que gradualment va perdre el seu domini del mercat a les mans del format VHS, liderat per JVC. Aquesta situació es va deure a la negativa de Sony de compartir l'ús del seu format amb altres companyies, raó per la qual, la majoria de fabricants van adoptar el format VHS.
El 1977 apareix el primer processador d'àudio digital PCM-1 i el 1979 presenta el primer Walkman del món, el TPS-12.

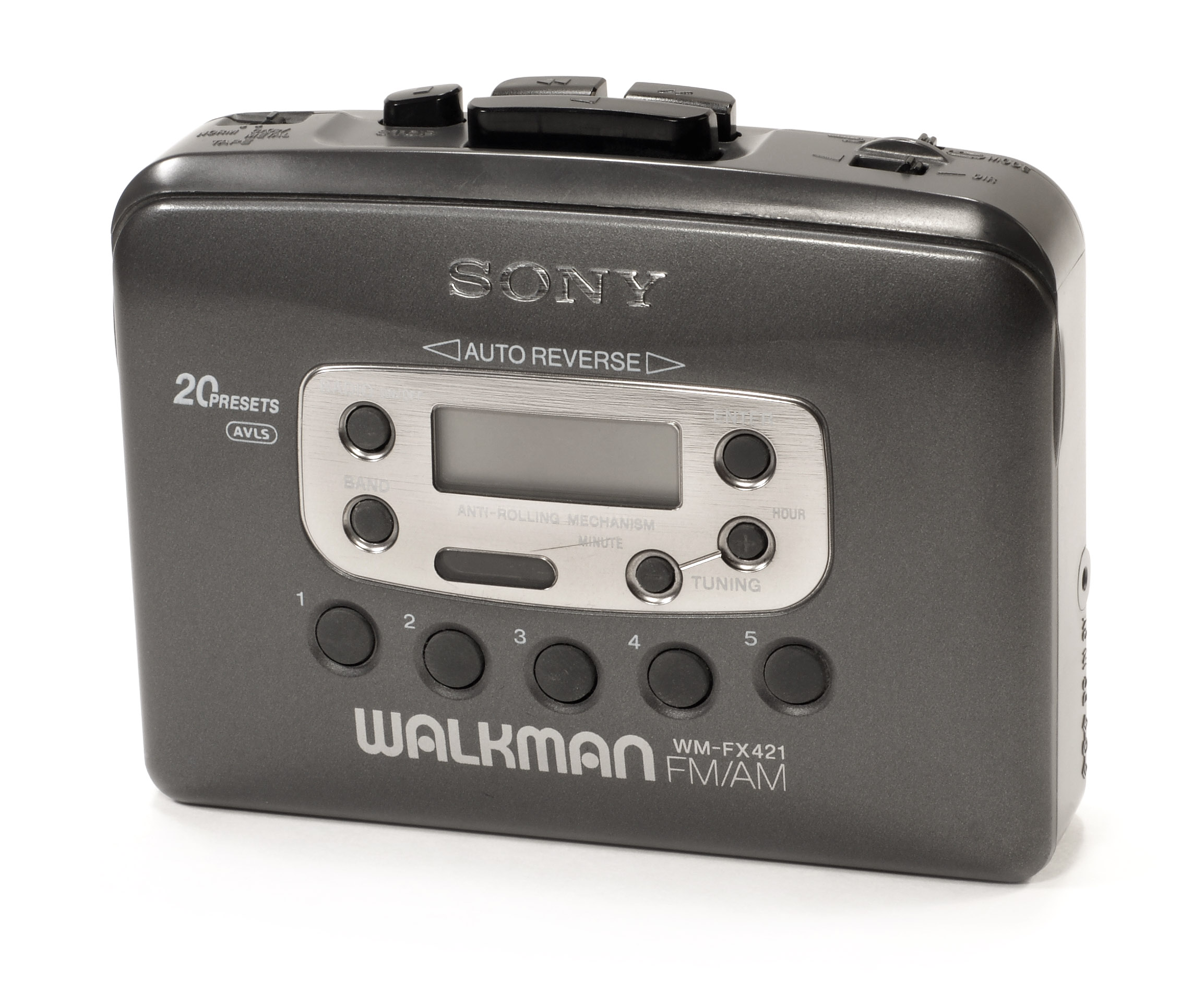
El reeixit i avantguardista Walkman de Sony.

El 1980 desenvolupa i presenta, al costat de Philips el nou format d'enregistrament d'àudio digital, el CD. Aquest mateix any llança el primer camcorder, càmera i gravadora integrats, destinat al mercat domèstic.

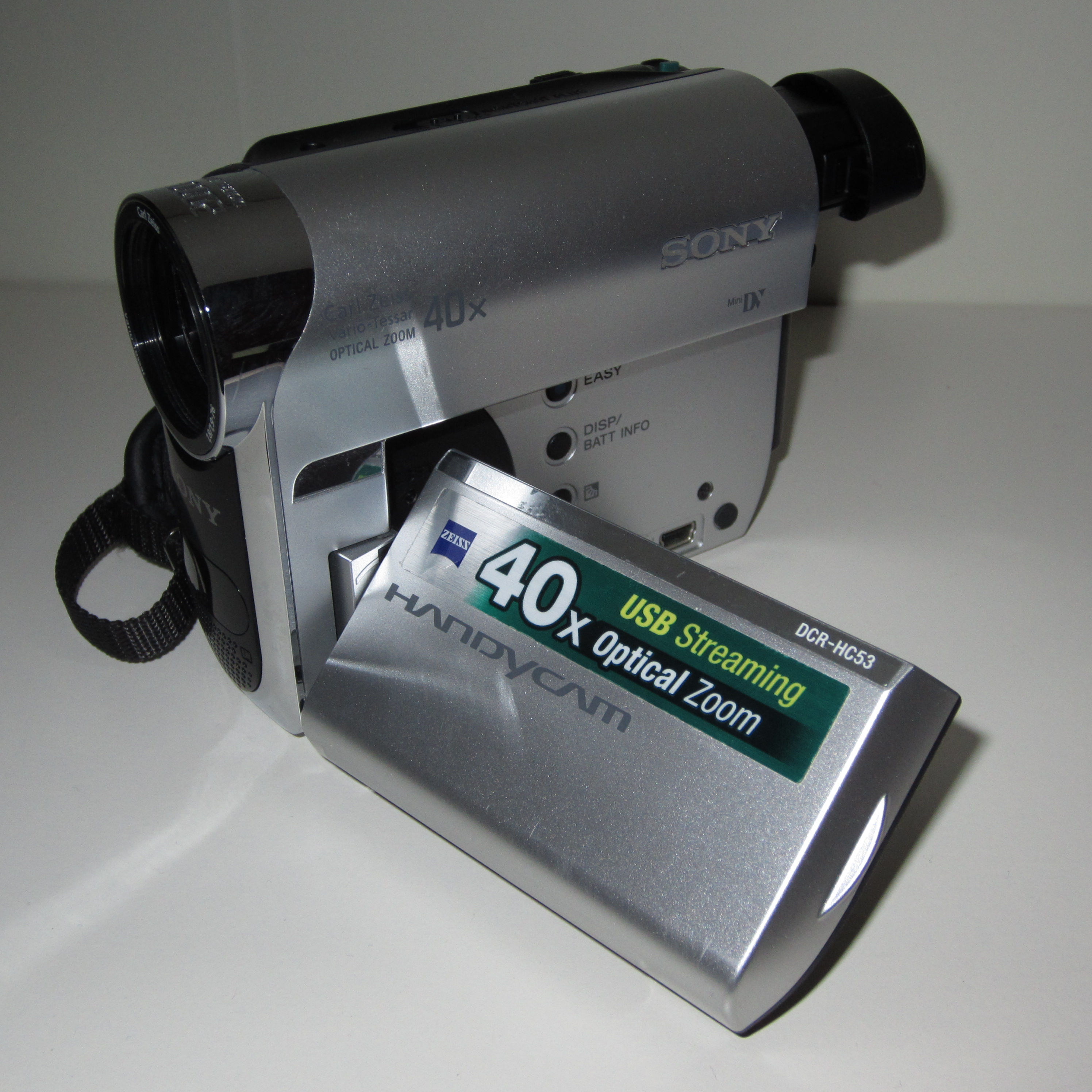
Exemple de càmera de video Sony.

El 1982 desenvolupa el sistema Betacam partint de l'O-matic. El nou sistema, que grava per components en cintes de mitja polzada idèntiques a les utilitzades pel format domèstic Betamax es desenvoluparia posteriorment donant lloc al Betacam SP que va aparèixer el 1988 i seria el format estàndard de TV brodcast fins a la desaparició de l'enregistrament en cinta en la primera dècada del segle xxi. Aquest format s'evolucionaria al Betacam digital i suportaria tots els formats intermedis que tant Sony com altres empreses del sector van intentar introduir per substituir-ho.
El 1994 llança al mercat la primera videoconsola desenvolupada per Sony, la PlayStation, que es va convertir en la primera videoconsola amb unitat CD-ROM a ser reeixida.
El 2008 el format Blu-ray desenvolupat per Sony i Philips, s'imposa sobre el format HD DVD que va tractar d'imposar l'empresa Toshiba. Gran part del seu èxit es va deure a la seva incorporació en el sistema Playstation 3, producte estrella de Sony que llavors es barallava per imposar-se després dels seus reeixits èxits PlayStation 2 i PlayStation.
El 2012 Sony Mobile es converteix en la tercera companyia amb més vendes de telèfons mòbils del món. Això assolit amb l'adquisició d'Ericsson a principis del mateix any i la creació dels models de la sèrie NXT.
El 2013 Sony presenta la PlayStation 4, la seva quarta consola de sobretaula, que competeix amb la Xbox One de Microsoft i la Nintendo Switch de Nintendo.
El 2020 Sony presenta la PlayStation 5, la seva cinquena consola de sobretaula.

## Mercats

### Àudio personal
Un exemple evident de concepte reeixit va ser Walkman, un reproductor d'àudio estèreo portàtil llançat al mercat per primera vegada el 1979 i del que Sony ha venut milions d'unitats. En els seus començaments permetia obtenir una qualitat de so similar a la d'un equip casolà, sense ser tan voluminós. L'àmplia difusió del Walkman també va canviar radicalment el negoci dels tocadiscs i li va donar el primer cop al disc de vinil, ja que el casset era més fàcil de reproduir i més econòmic. El Walkman és tot un símbol dels anys vuitanta.
Posteriorment la marca Walkman va ser estesa als seus reproductors de discos compactes (CD), de discos compactes en format Atrac i d'àudio digital comprimit, així com als telèfons mòbils multimèdia de Sony Ericsson.

### Continguts audiovisuals
El gener de 1988 Sony va adquirir CBS Records per donar origen a Sony Music Entertainment i el 1989 Sony va comprar Columbia Pictures i va crear Sony Pictures. Sony va aprendre de la derrota amb Betamax que per dominar en la guerra dels formats calia convertir-se en l'estàndard de la indústria.
Recentment (07/03/2013) Sony ha iniciat un pla de compra del lloc web YouTube a Google per valor aproximat de 3.200 milions de dòlars, després que l'empresa nord-americana hagi reconegut la seva incapacitat de tornar econòmicament productiu el gran nombre de visites que rep diàriament el lloc. Cap de les dues empreses ha volgut donar massa detalls de moment, encara que tot sembla indicar que la compra serà gradual i que Google seguirà tenint certa influència en el desenvolupament del portal.
A més a més Sony posseeix la llicència de 4 canals de televisió per cable i satèl·lit, disponibles a tot el món:
- Sony Entertainment Television, dedicat a les sèries de televisió nord-americanes únicament a Espanya, Llatinoamèrica i l'Índia.
- AXN (les sigles del qual signifiquen Action extreme Network, és a dir, ‘canal d'acció extrema’), dedicat a les pel·lícules, sèries d'acció i aventura.
- Entertainment Television, dedicat al món de la moda i l'espectacle.
- Animax, dedicat a l'animació, durant les 24 hores únicament a Alemanya, Europa de l'Est i Àsia. A Amèrica Llatina, Espanya i altres països va ser descatalogat el seu senyal.

### Fotografia

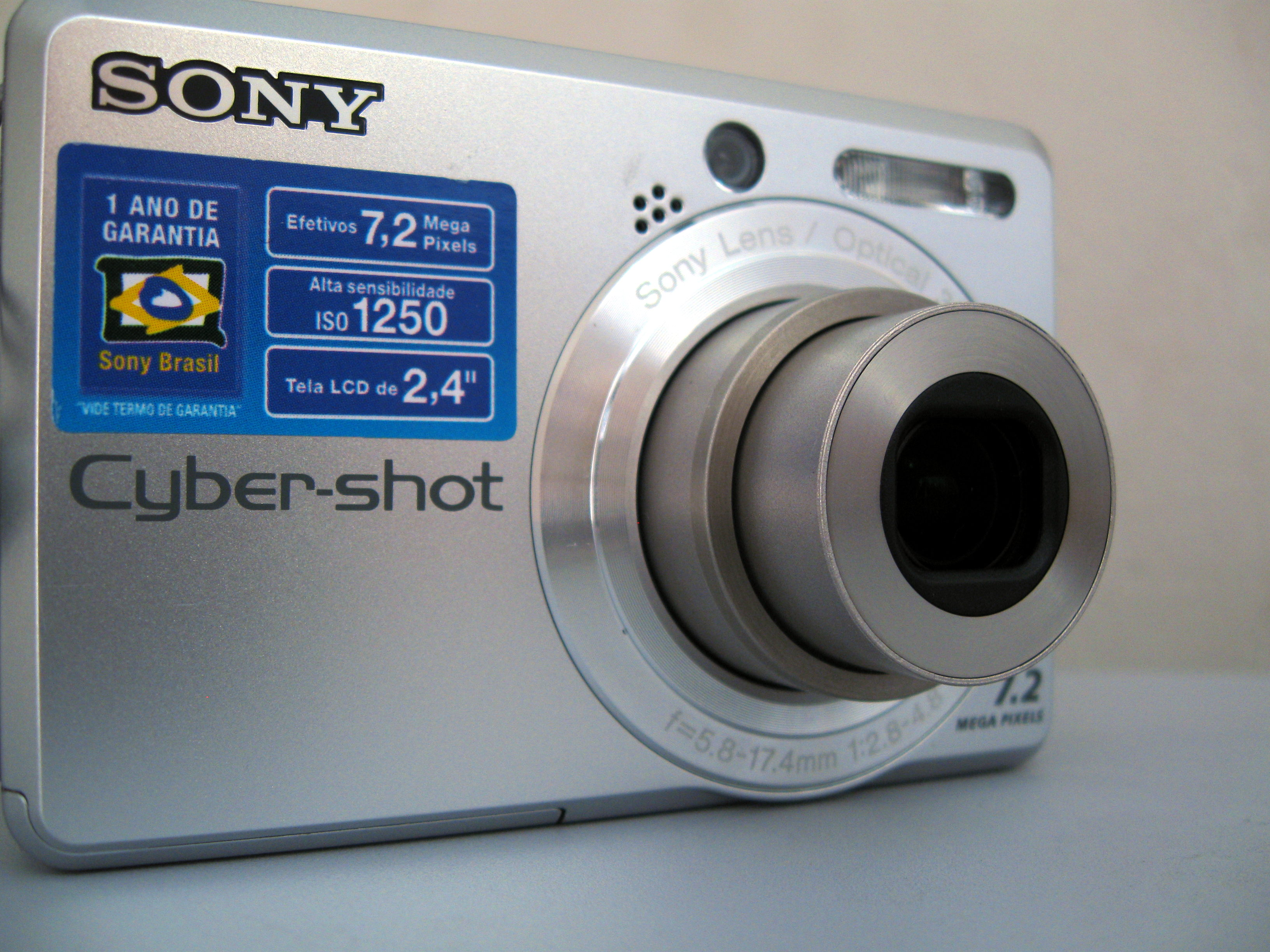
Càmera Digital Sony DSC S730.

Sony produeix la seva pròpia línia de càmeres digitals des de 1996 sota la marca Cyber-shot. El seu primer model va ser el DSC-F1, una compacta de 0.31 megapíxels.
El 2006 Sony va ampliar el seu rang de productes amb el llançament de la seva primera càmera digital réflex, la Konica Minolta 100 DSLR, i del primer mòbil Sony Ericsson amb la insígnia Cyber-Shot, la sèrie K.
Per al desenvolupament de la seva nova línia Sony α, Sony va adquirir la divisió de fabricació de càmeres de Konica Minolta.

### Informàtica
Sony va fer la seva aparició al món de la informàtica el 1982 amb un computador personal de 8 bits denominat SMC-70, al que seguirien el SMC-777 (destinat a l'usuari novell) i el NWS-830 (una estació de treball per desenvolupadors), entre uns altres.
El 1996 veu la llum el primer de la marca VAIO, la nova línia de computadors personals de Sony.
El 2014 Sony anuncia el traspàs de la divisió VAIO a Japan Industrial Partners, Sony SmartWatch.

### Telefonia
Després de crear una empresa de risc compartit amb Ericsson Mobile Comunications, de Suècia, el 2003, Sony i Ericsson donen lloc a la seva pròpia marca de telèfons cel·lulars, Sony Ericsson, amb molt bon èxit a nivell mundial. El 9 de gener de 2012 en el CES 2012 s'anuncia el canvi de nom de la marca Sony Ericsson Mobile Comunications a Sony Mobile Comunications amb el llançament de 2 terminals de gamma alta. Sony Xperia S i Sony Xperia ió, tots dos disponibles en principi a AT&T USA.

### Televisió
Sony comercialitza la marca de televisors Sony Bravia. Es van popularitzar per la intensitat dels seus colors i la seva alta definició. Els anuncis consistien en explosions de color, com la de milers de pilotes de goma rebotant per un escarpat carrer de San Francisco.
Recentment ha començat a comercialitzar un nou televisor, amb la tecnologia de Resolució 4K que permet fins a quatre vegades el nivell de detall d'un televisor d'alta definició . Aquest nou televisor és pioner en definició i s'ha donat a conèixer mitjançant una campanya de publicitat a nivell internacional per la qual s'han usat més de 8 milions de pètals de flors simulant ser lava del volcà Irazú, a Cartago (Costa Rica).

### Videojocs: PlayStation

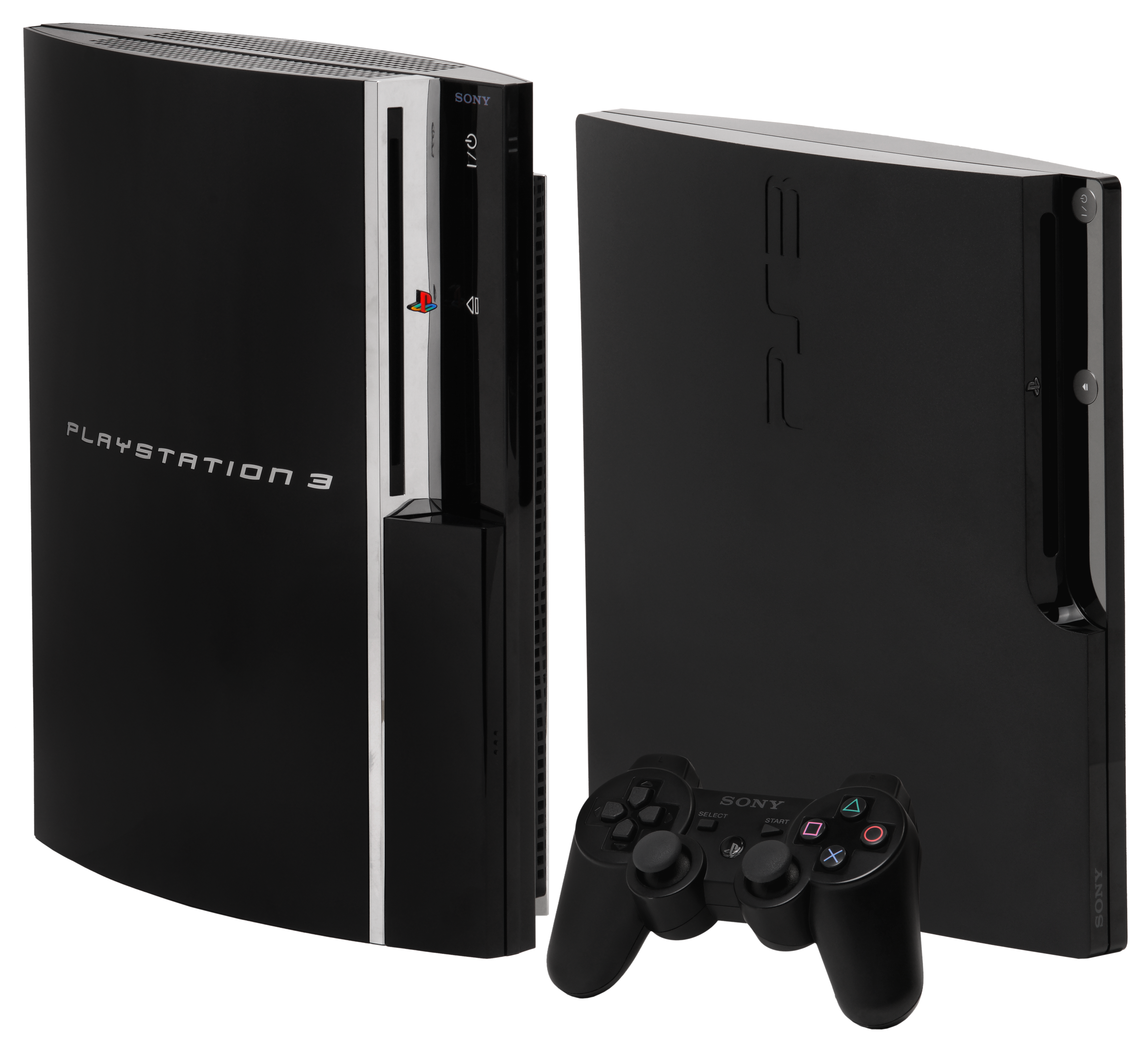
Dues versions de la PlayStation 3 (bàsica i Slim), l'última consola exposada per Sony el 2014, va adquirir una alta popularitat especialment per ser la primera consola la renovació de la qual es basa principalment en el format Blu-Ray.

PlayStation és el nom d'una sèrie de consoles de videojocs creades i desenvolupades per Sony Interactive Entertainment. Han estat presents en la cinquena, sisena, setena i vuitena generació de videoconsoles, la companyia promotora està actualment al mercat amb la seva PlayStation 4.
La marca es va introduir per primera vegada el 3 de desembre de 1994 en Japó. i ha desenvolupat i publicat quatre videoconsoles de sobretaula, que inclouen un centre de mitjans de comunicació i un servei en línia, posteriorment es van introduir revistes i computadores.
La primera consola de la sèrie, va ser la PlayStation, que també va ser la primera a vendre 100 milions d'unitats. La seva successora, la PlayStation 2, és la segona consola més venuda de la història fins avui, aconseguint més de 150 milions d'unitats venudes el gener de 2011., la PlayStation 3, ha venut més de 70.200.000 consoles a tot el món. I l'última consola de Sony és la PlayStation 4, llançada al novembre de 2013, que ha venut prop de 80 milions d'unitats.
La seva primera videoconsola portàtil va ser la PlayStation Portable (PSP) que fins al 14 de setembre de 2011 va aconseguir vendre més de 51 milions d'unitats. La seva successora va ser anomenada PlayStation Vita que va vendre més 1,2 milions d'unitats a la fi de febrer de 2012 i més de 15 milions el 2016.
Un altre maquinari llançat com a part de la sèrie de PlayStation inclou la PSX, un gravador de vídeo digital que es va integrar en la PlayStation i PlayStation 2, encara que va durar poc a causa del seu alt preu i mai va ser llançat fora del Japó, així com una Sony Bravia televisió que compta amb un sistema integrat de PlayStation 2. La sèrie principal dels controladors utilitzats per les sèries PlayStation és el DualShock, una línia de josticks de vibració-feedback amb gamepad que van arribar als 28 milions d'unitats venudes al 28 de juny de 2008.

## Origen del nom de la companyia
Mentre buscaven un nom per a la companyia, van pensar a utilitzar les seves inicials, TTK (Tokyo Tsushin Kogyo). La primera raó per la qual no ho van fer, va ser per la companyia ferroviària Tòquio Kyuko, també coneguda com a TKK. La companyia va utilitzar llavors, ocasionalment, l'acrònim Totsuko al Japó, però Morita va descobrir durant la seva visita als Estats Units, que els nord-americans tenien problemes per pronunciar el nom. Un altre nom que es va utilitzar temporalment va ser Tòquio Teletech, fins que Morita va descobrir que als Estats Units ja hi havia una companyia utilitzant el nom Teletech més la seva respectiva marca.

## Controvèrsies

### El cas rootkit
Des de l'any 2004, Sony, que també tenia interessos en la indústria discogràfica, va començar a incorporar sistemes de protecció anticòpia basats en un rootkit als seus CD musicals. Aquest rootkit era capaç d'instal·lar-se en els nuclis dels sistemes Windows 2000 o Windows XP. Al mes posterior en què la notícia va sortir a la llum (octubre de l'any 2005) ja va haver-hi fortes demandes contra la companyia, així com peticions a escala mundial per boicotejar-la. Aquest rootkit no només va despertar la ira dels detractors de l'espionatge amb finalitats comercials, sinó també el dels promotors del programari lliure, perquè es va descobrir que el rootkit (de codi tancat) utilitzava codi alliberat sota llicències LGPL i GPL, transgredint aquestes llicències. Philips es va negar a autoritzar que aquests discos usessin el logotip "Compact Disc Digital Àudio" a causa que no respectaven l'estàndard, podent causar problemes en tractar de reproduir-los, especialment en els reproductors portàtils i d'automòbil.
Després d'ignorar el problema inicialment i posteriorment llançar una actualització, Sony va haver de reemplaçar els discos afectats pels seus equivalents desprotegits.

### El cas de les bateries
Arran de l'explosió de la bateria d'un portàtil de Sony al Japó, Sony i Dell van observar diversos defectes de fabricació en les piles de varis dels seus portàtils que podrien donar lloc a un sobreescalfament excessiu de les mateixes. Com a resultat, van ser reemplaçats 4,1 milions de bateries, la xifra més gran en la història del sector.

## Competència
A causa de les seves múltiples plataformes, Sony competeix amb diverses empreses en diverses disciplines:
- En l'àmbit dels electrodomèstics, amb Panasonic, Samsung, Sharp, LG, Sanyo i General Electric.
- En l'àmbit computacional, amb Acer,[32] Apple,[33] Compaq, Hewlett-Packard,[34] Fujitsu,[35] Lenovo,[36] Asus, Samsung i Dell.
- Referent a la indústria fotogràfica, Samsung, Kodak, Nikon, Olympus Corporation, Panasonic, Polaroid, Canon, Fujifilm i GoPro.
- En videojocs, amb Nintendo i Microsoft. Anteriorment contra Sega.
- En telefonia cel·lular, amb Samsung, BQ, Alcatel, Apple, Microsoft Mobile, Lenovo, Asus, Sharp, Acer, Motorola, LG, Lanix, Blackberry, Xiaomi, Google, Nokia, Hitachi, Verizon, HTC, Huawei i ZTE.
- En l'àmbit musical, a través de la seva marca Sony Music Entertainment, s'enfronta a Spinnin' Records, Warner Music Group, EMI i Universal Music Group. No obstant això, està associat amb aquests dos últims per a la plataforma musical Vevo.
- En l'àmbit cinematogràfic, els principals rivals de Sony Pictures Entertainment són 20th Century Fox, Warner Bros., Walt Disney Pictures, Paramount Pictures del Grup Viacom i Universal Studios. No obstant això, té tot el catàleg de Metre-Goldwyn-Mayer sobre les seves pel·lícules, excepte sobre sèries animades, expropiades aquestes per Warner Bros. Animation a través de Cartoon Network.
- Els rivals anteriorment esmentats també competeixen amb Sony Entertainment Television com a canals de televisió restringida: FOX, Warner Channel, Universal Channel, Viacom a través de Comedy Central i Disney-ABC Television Group amb el canal ABC.

## Sony i la innovació

La Playstation 3, una de les recents innovacions de Sony

Sony històricament ha estat una marca innovadora en el mercat de a creació d'estàndards per a la reproducció, gravació i emmagatzemament de dades.
També ha realitzat diversos productes exitosos destinats a l'electrònica de consum.
- L'any 1968 apareixen els primers televisors Trinitron
- L'any 1975 el video Beta (Betamax), tot i que es va estandarditzar el vídeo VHS
- L'any 1979 el primer Walkman
- L'any 1982 El format Compact Disc
- L'any 1983 els disquets de 3.5 que substituiria els de 5.25
- L'any 1984 el primer Discman (Cd portàtil)
- L'any 1985 els Digital Audio Tape una alternativa al CD que va fracassar
- L'any 1992 el MiniDisc
- L'any 1993 l'estandard Sony Dynamic Digital Sound (era un 7.1), tot i així aquest format va fracassar, ja que en l'entorn domèstic s'han imposat els Home Cinema (5.1) i en el format del cinema el DTS (Digital Theatre System).
- Als principis dels 90 la Playstation
- L'any 2000 la Playstation 2
- L'any 2006 el format Blu-ray
- L'any 2007 (a Europa) Playstation 3
- L'any 2012 (a Europa) PS Vita
- L'any 2013 PlayStation 4